# Massiaru
Massiaru är en ort i Estland. Den ligger i Häädemeeste kommun och landskapet Pärnumaa, i den sydvästra delen av landet, 160 km söder om huvudstaden Tallinn. Massiaru ligger 45 meter över havet och antalet invånare är 151.
Terrängen runt Massiaru är platt, och sluttar västerut. Runt Massiaru är det mycket glesbefolkat, med 4 invånare per kvadratkilometer. Närmaste större samhälle är Häädemeeste, 10,7 km nordväst om Massiaru. I omgivningarna runt Massiaru växer i huvudsak blandskog.